# Notiphila pallidipalpis
Notiphila pallidipalpis är en tvåvingeart som beskrevs av Cresson 1940. Notiphila pallidipalpis ingår i släktet Notiphila och familjen vattenflugor. Inga underarter finns listade i Catalogue of Life.